# Nils Westerholm
Nils Erik Westerholm, född 7 december 1912 i Helsingfors, död där 25 december 1991, var en finländsk läkare och tandläkare.
Westerholm blev odontologie licentiat 1938, och medicine och kirurgie doktor 1953. Han var 1948–1960 kommunalläkare i Sibbo och öppnade därefter privat praktik i Helsingfors. Han verkade 1944–1972 vid Helsingfors universitets odontologiska institution, slutligen som chef för parodontologiska avdelningen. Han utnämndes 1955 till docent i kardiologi vid Helsingfors universitet och 1969 till docent i parodontologi.
Westerholm publicerade vetenskapliga arbeten om odontologi och parodontologi samt utgav en lärobok i parodontologisk kirurgi. Han var aktiv bland annat inom Odontologiska samfundet i Finland, där han 1950–1954 var ordförande. Han intresserade sig vidare för kvartettsång; var 1940 –1945 ordförande i Akademiska sångföreningen och 1966–1984 i Finlands svenska manssångarförbund.
Han förlänades professors titel 1973.